# Calephelis maya
Calephelis maya är en fjärilsart som beskrevs av Mcalpine 1971. Calephelis maya ingår i släktet Calephelis och familjen Riodinidae. Inga underarter finns listade i Catalogue of Life.